# Novi Vinodolski

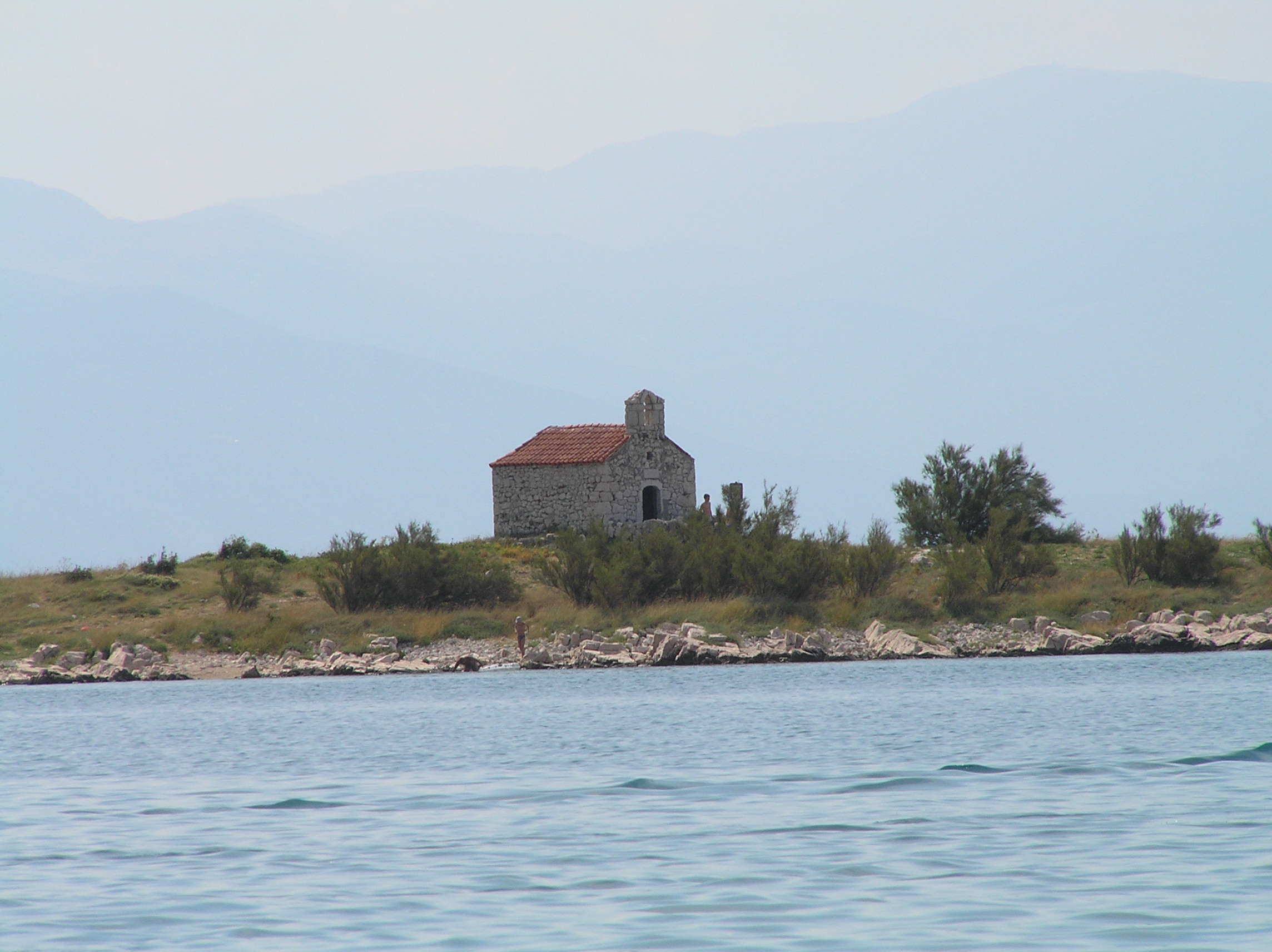
Novi Vinodolski – wysepka z kaplicą św. Maryna

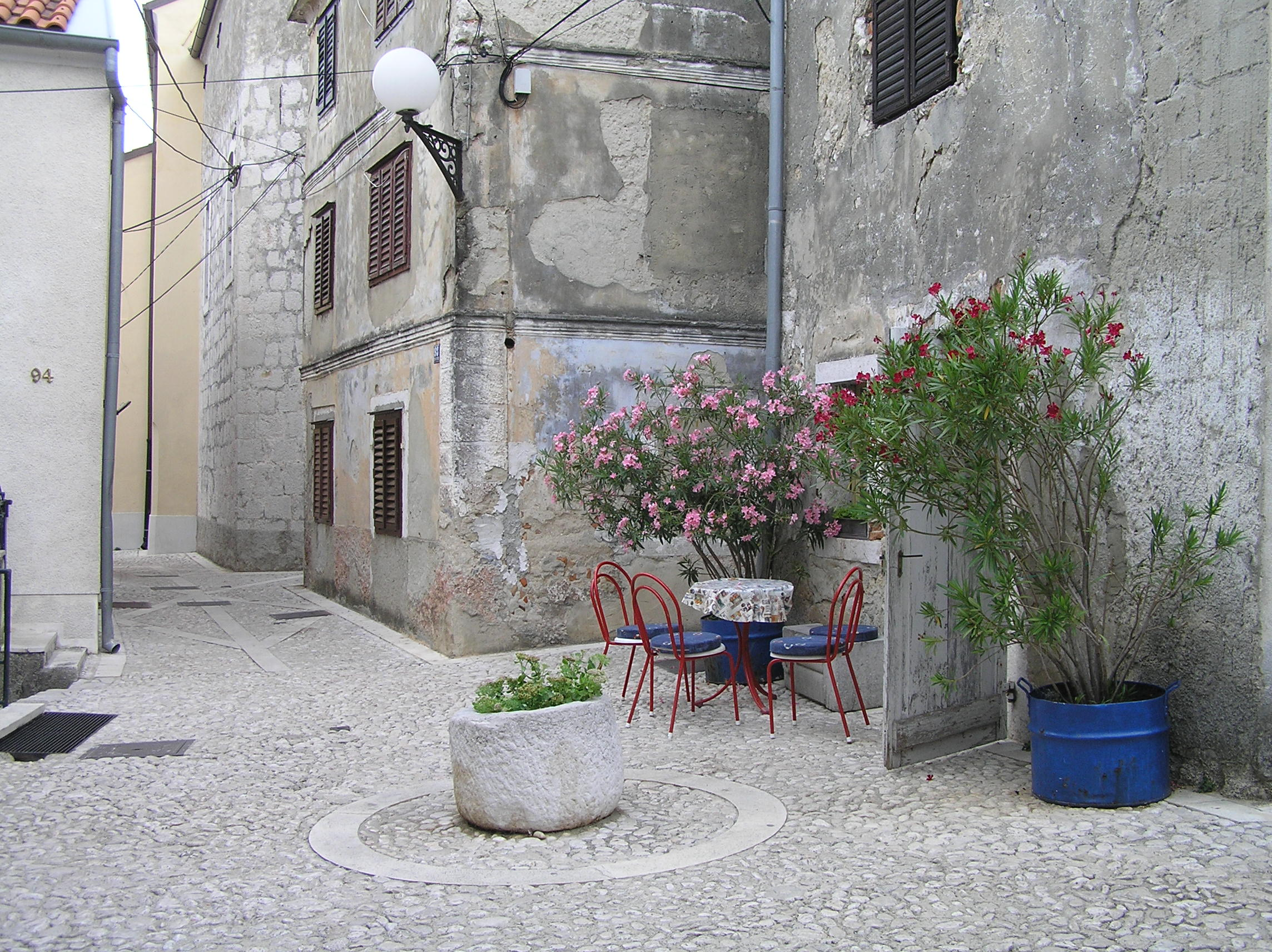
Novi Vinodolski – Stari Grad i jego wąskie uliczki

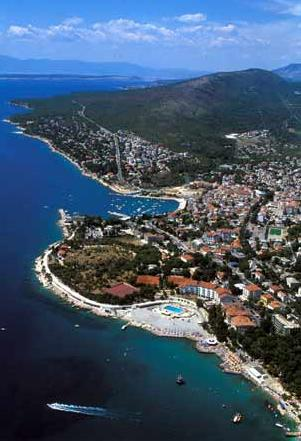
Novi Vinodolski zdj.www.novivinodolski.org

Novi Vinodolski – miasto w Chorwacji, w żupanii primorsko-gorskiej, siedziba miasta Novi Vinodolski. Kurort turystyczny położony nad Morzem Adriatyckim, 45 km od Rijeki. W 2011 roku liczyło 4005 mieszkańców.
W mieście znajduje się 36-metrowa wieża kościoła św. Filipa i św. Jakova (św. Jakuba), zamek Frankopanów, mury rzymskiej fortecy „Lopsica”, biblioteka z 1845 roku, katedra, dom braci Mažuranić, muzeum i galeria, w której można znaleźć najstarsze elementy folkloru Novi Vinodolski.
W ostatnich kilkunastu latach w mieście rozwija się przemysł turystyczny. Jest tu przystań jachtowa, nadmorska promenada, kilka żwirowych plaż oraz zatok, odkryte baseny. W kurorcie powstały także nowe hotele i kempingi.
W przeszłości Novi Vinodolski był politycznym i kulturalnym ośrodkiem Księstwa Vinodola („Vinodol” – „Vallis vinearia”). W mieście znajdował się także dom Ivana Mažuranicia.